# Hans Leesment
Hans Leesment (13 febbraio 1873 – Tallinn, 26 agosto 1944) è stato un generale estone.

## Biografia
Era il figlio di Karl Leesment, un proprietario terriero. Nel 1899 si iscrisse alla facoltà di medicina all'Università di Tartu.
Dal 1900 al 1902 lavorò come medico a Pärnu. Partecipò alla Guerra russo-giapponese. Dal 1908 al 1914 si stabilì a Tallinn. Partecipò alla prima guerra mondiale come medico.
Dopo la guerra, nel 1919, fu presidente della Croce Rossa estone. Nel 1922 entrò di nuovo in servizio militare e gli fu assegnato l'Ospedale Militare Centrale a Tallinn.
Nel 1929 andò in pensione ma nel 1933 venne ri-assegnato al servizio della Difesa e della Salute. Morì il 26 agosto 1944 a Tallinn, a causa di una emorragia dello stomaco.
Leesment era un membro del partito cristiano e fu un membro dell'Assemblea Costituente.

## Discendenza
Sposò, il 15 Febbraio 1902, Ella-Marie-Julie Pritsoniga (1881-1944), ebbero tre figli:
- Hans-Erik Leesment (1904-1935)
- Leesment-Georg Leonhard (1907-1996)
- Ilmar-Leesment Karl (1908-1986)